# Westbense
Westbense ist ein Ortsteil der Stadt Esens im Landkreis Wittmund. 

## Geschichte
Der Ortsteil ist der Überrest des vermutlich 1570 untergegangenen Kirchdorfes Bense. Dieses lag im Mittelalter etwa 600 Meter weiter nördlich im Bereich des heutigen Wattenmeeres hinter einem Deich. Im Jahr 1420 wird die Kirche von Westbense noch im Stader Copiar erwähnt, auf der Karte von Ubbo Emmius aus dem Jahr 1592 wird Westbense als Dorf auf einer Hallig vor der Küste gezeigt. Der Rest des Kirchspiels wurde zur Magnuskirche nach Esens eingemeindet. 
Die Gemeinde Westbense im Landkreis Wittmund, zu der auch der Ort Bensersiel gehörte, wurde am 23. Dezember 1938 in Bensersiel umbenannt. Die Gemeinde Bensersiel wurde am 1. Juli 1972 in die Stadt Esens eingemeindet.